# Blackhawk (California)
Blackhawk è un census-designated place degli Stati Uniti d'America, nello stato della California, nella Contea di Contra Costa. Nel 2010 contava 9.354 abitanti.
Blackhawk possiede un vasto paesaggio urbano che comprende vari luoghi pubblici come ristoranti, centri sportivi e la Blackhawk Plaza.